# Onthophagus sikkimensis
Onthophagus sikkimensis es una especie de insecto del género Onthophagus, familia Scarabaeidae, orden Coleoptera.

Fue descrita científicamente por Gillet en 1925.